# جيانكارلا ترفيسان
جيانكارلا تريفيسان (من مواليد 17 فبراير 1993) هي عداءة إيطالية أمريكية المولد فازت بلقب وطني واحد على مستوى الكبار. كما فازت بميداليتين برونزيتين على المستوى الدولي مع المنتخب الإيطالي لسباقات المضمار والميدان.